# Bridie Gallagher
Bridget „Bridie“ Gallagher (7. září 1924 – 9. ledna 2012) byla irská zpěvačka. Do povědomí se dostala hned svým prvním singlem s názvem „A Mother's Love's a Blessing“ vydaného roku 1956. Většinu svého života prožila v Belfastu, kde v lednu 2012 ve věku 87 let zemřela.